# Hrvatski zavod za transfuzijsku medicinu
Hrvatski zavod za transfuzijsku medicinu je državni zdravstveni zavod u Republici Hrvatskoj. U ovoj se zdravstvenoj ustanovi obavlja transfuzijsku djelatnost, uz jedinice transfuzijske medicine u bolnicama. Pod transfuzijskom djelatnošću obuhvaća se promidžbu i organizaciju davalaštva, prikupljanje krvi i prikupljanje plazme za preradu, preradu plazme, testiranje krvi, osiguranje potreba za krvnim pripravcima i lijekovima proizvedenim iz krvi, osiguranje kvalitete krvnih pripravaka, distribuciju pripravaka, dijagnostička ispitivanja, terapijske postupke, kontrolu i nadzor transfuzijskog liječenja, prikupljanje matičnih stanica, tipizaciju tkiva i konzultaciju u kliničkoj medicini. Posebnim ugovorima promidžbu davalaštva, planiranje potreba za lijekove proizvedene iz krvi i organizaciju akcija darivanja krvi obavljaju Hrvatski zavod za transfuzijsku medicinu i Hrvatski Crveni križ.